# 241P/LINEAR
241P/LINEAR è una cometa periodica appartenente alla famiglia delle comete gioviane; la cometa è stata scoperta il 30 ottobre 1999, la sua riscoperta il 12 agosto 2010 ha permesso di numerarla.